# Nữ tù binh Kavkaz, hay những cuộc phiêu lưu mới của Shurik
Nữ tù binh Kavkaz, hay những cuộc phiêu lưu mới của Shurik (tiếng Nga: Кавказская пленница, или Новые приключения Шурика) là phần thứ hai theo trong chuỗi bộ ba phim hài của đạo diễn Leonid Gaidai, trong câu chuyện về những chuyến phiêu lưu của anh chàng Shurik.

## Nội dung
Lấy cảm hứng từ câu chuyện "Người tù binh Kavkaz" (tên gọi một vở kịch thơ của Aleksandr S.Pushkin hoặc một truyện ngắn của Lev N.Tolstov) vốn dĩ đã rất nổi tiếng từ lâu, nay được tái hiện với nhân vật nữ chính là một cô nàng lãng mạn, bị một gã công tử bột theo đuổi và cố công bắt nhốt cô trong một biệt thự xa thành phố, rồi một chàng hiệp sĩ cưỡi lừa xuất hiện và giải cứu nàng.

## Diễn viên
- Aleksandr Demyanenko... Shurik
- Natalia Varley... Nina
- Vladimir Yetush... Saakhov
- Frunzik Mkrtchyan... bác Nina
- Ruslan Akhmetov... Edik
- Yury Nikulin
- Georgy Vitsin
- Yevgeny Morgunov

## Ê-kíp
- Âm nhạc: Aleksandr Zatsepin
- Thiết kế sản xuất: Vladimir Kaplunovsky

## Hậu trường

### Sự kiện thú vị
Đây là bộ phim ăn khách thứ ba tính theo số lượt khán giả của từng năm ở Liên Xô, với 76, 54 triệu lượt (1967), sau phim Những tên cướp biển của thế kỷ XX với 87,6 triệu lượt (1980) và phim Cánh tay kim cương với 76,7 triệu lượt (1969) (nếu xếp theo khán giả cao nhất từng xem trong một năm thì xếp thứ 4). Lần lượt xếp sau là các phim Kế hoạch «Y» và những cuộc phiêu lưu khác của Shurik với 69,6 triệu lượt (1965), Thanh gươm và lá chắn 68,3 triệu lượt (1968),...

### Nhạc phim
Nhân vật cô nàng Nina hồn nhiên đã hát cho anh chàng Shurik nghe một ca khúc rất thịnh hành trong thập niên 60 thế kỷ XX, đó là một bài hát nhạc nhẹ của giới sinh viên Nga: Bài hát về những chú Gấu.
Miền nào tuyết trắng phủ quanh năm, là miền băng giá ngủ yên

Từng đàn gấu trắng tựa lưng quay, cho xoay trục Trái đất

Và thời gian mấy thế kỷ rồi, biển ngủ yên dưới băng dày.

Từng đàn gấu trắng tì lưng xoay, để Trái đất dần quay.
Là, là lá la la... la là.

Làm mặt đất xoay nhanh hơn nhiều.

Là, là lá la la... la là.

Làm mặt đất xoay nhanh hơn nhiều.
Từng đàn gấu cố tựa lưng quay, để trục Trái đất vần xoay

Để từng đôi lứa tình nhân xa, sớm mau được gặp gỡ

Để rồi một sớm tốt lành nào, một vài năm sớm hơn thường

Để một ai đó cùng ai kia, bày giãi hết lời thương.
Là, là lá la la... la là.

Làm mặt đất xoay nhanh hơn nhiều.

Là, là lá la la... la là.

Làm mặt đất xoay nhanh hơn nhiều.
Để rồi sau sáng mùa xuân sang, một bình minh đến thật nhanh

Và để đôi lứa được yêu nhau tháng năm dài hạnh phúc

Để ngàn tia chớp sáng rực trời, ngàn dòng sông vỗ rì rầm

Và làn sương trắng cuộn dâng lên, hình gấu trắng vờn bay.
Là, là lá la la... la là.

Làm mặt đất xoay nhanh hơn nhiều.

Là, là lá la la... la là.

Làm mặt đất xoay nhanh hơn nhiều.
Đây cũng là ca khúc chủ đề của bộ phim.